# Силвия Алексиева-Кола
Силвия Алексиева-Кола (на френски: Silvia Collas) е българска и после френска шахматистка, гросмайстор за жени от 1997 г. Състезава се за Франция от 2002 г.
През 1994 г. в Свитави (Чехия) става европейска шампионка за девойки до 20 г.
През 2007 г. в Екс ле Бен става шампионка на Франция по шахмат.
Участва в 5 шахматни олимпиади за отбора на България и в 2 олимпиади за отбора на Франция. Изиграва 75 партии (33 победи, 27 равенства и 15 загуби).

## Шахматни олимпиади
| Година | Организатор | Отбор    | Класиране (отборно) | Дъска         |
| 1994   | Москва      | България | 13                  | Трета         |
| 1996   | Ереван      | България | 16                  | Трета         |
| 1998   | Елиста      | България | 5                   | Първа резерва |
| 2000   | Истанбул    | България | 16                  | Трета         |
| 2002   | Блед        | България | 11                  | Втора         |
| 2004   | Калвия      | Франция  | 5                   | Трета         |
| 2008   | Дрезден     | Франция  | 13                  | Трета         |

## Европейски отборни първенства
| Година | Организатор | Отбор    | Класиране (отборно) | Дъска         |
| 1999   | Батуми      | България | 6                   | Първа резерва |
| 2007   | Ираклион    | Франция  | 13                  | Втора         |